# Dah Shinin'
Dah Shinin' è l'album d'esordio del duo hip hop statunitense Smif-N-Wessun. Pubblicato il 10 gennaio 1995, l'album è distribuito dalla Wreck Records. Il disco presenta pochi featuring, tra cui quello con gli Heltah Skeltah. L'album è un successo sia commerciale, finendo alla posizione numero 75 alla fine dell'anno tra gli album hip hop, sia di critica, recensito con 4.5/5 stelle da Allmusic e con il voto perfetto di 10/10 da RapReviews.
| Recensione | Giudizio |
| ---------- | -------- |
| AllMusic   | link     |
| RapReviews | 10/10    |
| The Source |          |

## Tracce
1. Timz N Hood Chek – 3:17 (testo: Ewart Dewgarde, Darrell Yates, Tekomin Williams – musica: DJ Evil Dee)
2. Wrektime – 4:05 (testo: Walt Dewgarde, Yates, Williams – musica: Mr. Walt)
3. Wontime (featuring Rock) – 4:42 (testo: Richard Nurse, W. Dewgarde, Yates, Williams – musica: Mr. Walt, Rich Blak)
4. Wrekonize – 3:54 (testo: Paul Hendricks, Yates, Williams)
5. Sound Bwoy Bureill (featuring Top Dog & Starang Wonduh) – 4:19 (testo: E. Dewgarde, W. Dewgarde, Deshawn Yates, Williams, Darrell Yates, Jack McNair – musica: Mr. Walt, DJ Evil Dee)
6. K.I.M. (Keep It Moving) – 2:55 (testo: W. Dewgarde, Williams, Yates – musica: Mr. Walt)
7. Bucktown – 4:08 (testo: E. Dewgarde, W. Dewgarde, Yates, Williams – musica: Mr. Walt, DJ Evil Dee)
8. Stand Strong – 4:10 (testo: E. Dewgarde, Yates, Williams – musica: DJ Evil Dee)
9. Shinin... Next Shit (featuring = Buckshot) – 5:30 (testo: E. Dewgarde, W. Dewgarde, Williams, Yates, Kenyatta Blake – musica: DJ Evil Dee, Mr. Walt)
10. Cession at da Doghillee (featuring Buckshot, Heltah Skeltah, O.G.C.) – 5:26 (testo: E. Dewgarde, Sean Price, McNair, Blake, Barret Powell, Jamal Bush, Williams, Deshawn Yates, Darrell Yates – musica: DJ Evil Dee)
11. Hellucination – 5:28 (testo: E. Dewgarde, Williams, Yates – musica: DJ Evil Dee)
12. Home Sweet Home – 4:43 (testo: Hendricks, Williams, Yates – musica: Baby Paul)
13. Wipe Ya Mouf – 5:00 (testo: Hendricks, Yates, Williams, Blake – musica: Baby Paul)
14. Let's Git It On – 3:47 (testo: E. Dewgarde, W. Dewgarde, Bush, Yates, Williams – musica: Mr. Walt, DJ Evil Dee)
15. P.N.C. Intro – 1:06 (musica: DJ Evil Dee)
16. P.N.C. – 5:41 (testo: E. Dewgarde, T. Williams, D. Yates – musica: DJ Evil Dee)

## Classifiche

### Classifiche settimanali
| Classifica (1995)         | Posizione massima |
| ------------------------- | ----------------- |
| Stati Uniti               | 59                |
| US Top R&B/Hip-Hop Albums | 5                 |

### Classifiche di fine anno
| Classifica (1995)         | Posizione massima |
| ------------------------- | ----------------- |
| US Top R&B/Hip-Hop Albums | 75                |